# Mustafa Şen
Mustafa Şen (* 5. November 1982 in Söke) ist ein türkischer Fußballspieler.

## Karriere
Şen startete mit dem Vereinsfußball in der Jugend vom Amateurverein Yenidoğanspor und durchlief anschließend die Jugendabteilungen von Bucaspor  und Aydın İl Özel İdaresi SK. 2003 wechselte er zum Amateurverein Burhaniye Belediyespor. Hier wurde er in den Kader der ersten Männer aufgenommen und spielte ein Jahr in der örtlichen Amateurliga. Anschließend spielte er noch für die Amateurvereine Zeytinli Belediye GSK und Erdek Belediyespor.
Zum Frühjahr 2008 startete er beim Drittligisten Bandırmaspor seine Profikarriere. Für diesen Verein spielte er die nachfolgenden drei Spielzeiten im Anschluss daran spielte er ein Jahr für Bugsaş Spor.
Am Anfang der Spielzeit 2012/13 wechselte er zum Drittligisten Balıkesirspor. Mit diesem Verein erreichte er zum Saisonende die Meisterschaft der TFF 2. Lig und damit den Aufstieg in die TFF 1. Lig.
Im Sommer 2013 wechselte er zum Drittligisten Yeni Malatyaspor.

## Erfolge
Mit Balıkesirspor
- Meister der TFF 2. Lig: 2012/13
- Aufstieg in die TFF 1. Lig: 2012/13